# Formation de Lufeng
 (janvier 2012).
 (janvier 2012).
La Formation de Lufeng est une formation géologique située dans le sud de la Chine, dans la province du Yunnan. Elle est datée du Jurassique moyen à supérieur, il y a environ 174 à 145 millions d’années. La formation de Lufeng est célèbre pour les découvertes de fossiles de dinosaures qu’elle a permises, notamment de sauropodes, de théropodes et d’ornithischiens.
Cette formation géologique est constituée de sédiments marins et continentaux déposés lors de l’ouverture de la mer de Téthys et de la séparation de la Pangée. Les sédiments ont ensuite été soulevés et exposés à l’érosion, permettant la découverte de nombreux fossiles de dinosaures.
Les fossiles trouvés dans la formation de Lufeng ont permis de mieux comprendre l’évolution des dinosaures, notamment en Asie, et ont contribué à enrichir la diversité des connaissances paléontologiques dans le monde.
Quelques sources :
1. The Lufeng Formation: A Lower Jurassic Terrestrial Lagerstätte in Yunnan, China » par Zhonghe Zhou et al. - cet article publié dans le Journal of Vertebrate Paleontology en 2006 fournit une description détaillée de la formation de Lufeng, de ses caractéristiques géologiques et de ses fossiles {| |-  |} .
2. « A new theropod dinosaur from the early Jurassic Lufeng Formation, Yunnan, China » par Xing Xu et al. - cet article publié dans le Journal of Vertebrate Paleontology en 2009 décrit une nouvelle espèce de dinosaure découverte dans la formation de Lufeng.
3. « New theropod dinosaur material from the Middle Jurassic Lufeng Formation of China and its biogeographical implications » par Ya-Ming Wang et al. - cet article publié dans le Journal of Vertebrate Paleontology en 2019 décrit de nouveaux fossiles de dinosaures découverts dans la formation de Lufeng et discute de leur importance pour notre compréhension de l’évolution des dinosaures en Asie.

Cette formation renferme de nombreux fossiles :

## Reptile
| Archosauromorphe       | Archosauromorphe                  | Archosauromorphe | Archosauromorphe | Archosauromorphe |
| Espèce                 | Temps géologique                  | Localisation     | Description      | Images           |
| ---------------------- | --------------------------------- | ---------------- | ---------------- | ---------------- |
| - Strigosuchus licinus | Jurassique Inférieur (Sinémurien) |                  | Ornithosuchidé   |                  |

| Crocodylomorphe           | Crocodylomorphe                               | Crocodylomorphe | Crocodylomorphe | Crocodylomorphe |
| Espèce                    | Temps géologique                              | Localisation    | Description     | Images          |
| ------------------------- | --------------------------------------------- | --------------- | --------------- | --------------- |
| - Dibothrosuchus elaphros | Jurassique Inférieur (Sinémurien)             |                 | Sphenosuchidé   |                 |
| - Microchampsa scutata    | Jurassique Inférieur (Sinémurien)             |                 | Protosuchia     |                 |
| - Platyognathus hsui      | Jurassique Inférieur (Hettangien, Sinémurien) |                 | Protosuchia     |                 |

## Dinosaure
| Theropode                   | Theropode                                     | Theropode    | Theropode      | Theropode |
| Espèce                      | Temps géologique                              | Localisation | Description    | Images    |
| --------------------------- | --------------------------------------------- | ------------ | -------------- | --------- |
| - Dilophosaurus sinensis    | Jurassique inférieur (Sinémurien)             |              | Dilophosauridé |           |
| - Eshanosaurus deguchiianus | Jurassique inférieur (Hettangien)             |              | -              |           |
| - Lukousaurus yini          | Jurassique inférieur (Hettangien, Sinémurien) |              | -              |           |
| - Panguraptor lufengensis   | Jurassique Inférieur                          |              | Coelophysidae  |           |
| - Sinosaurus triassicus     | Jurassique inférieur (Hettangien, Sinémurien) |              | -              |           |

| Sauropodomorphe              | Sauropodomorphe                               | Sauropodomorphe | Sauropodomorphe | Sauropodomorphe |
| Espèce                       | Temps géologique                              | Localisation    | Description     | Images          |
| ---------------------------- | --------------------------------------------- | --------------- | --------------- | --------------- |
| - Jingshanosaurus xinwaensis | Jurassique inférieur                          |                 | Sauropode       |                 |
| - Lufengosaurus huenei       | Jurassique inférieur (Hettangien, Sinémurien) |                 | Massospondylidé |                 |
| - Lufengosaurus sp.          | Jurassique inférieur (Sinémurien)             |                 | Massospondylidé |                 |
| - Xixiposaurus suni          | Jurassique inférieur (Hettangien, Sinémurien) |                 | Plateosauridé   |                 |
| - Yunnanosaurus huangi       | Jurassique inférieur (Hettangien, Sinémurien) |                 | Yunnanosauridé  |                 |
| - Yunnanosaurus robustus     | Jurassique inférieur (Sinémurien)             |                 | Yunnanosauridé  |                 |
| - Yunnanosaurus sp.          | Jurassique inférieur                          |                 | Yunnanosauridé  |                 |

## Synapside
| Therapside                | Therapside                        | Therapside   | Therapside     | Therapside |
| Espèce                    | Temps géologique                  | Localisation | Description    | Images     |
| ------------------------- | --------------------------------- | ------------ | -------------- | ---------- |
| - Bienotherium yunnanense | Jurassique inférieur (Hettangien) |              | Tritylodontidé |            |
| - Bienotherium sp         | Jurassique inférieur (Hettangien) |              | Tritylodontidé |            |